# Musikåret 1908

## Händelser
- 20 maj – Wilhelm Peterson-Bergers opera Ran uruppförs på Operan i Stockholm.
- 12 oktober – Tjajkovskijs opera Eugen Onegin har premiär på Operan i Stockholm.
- 23 november – Den italienska tenoren Enrico Caruso gör sin USA-debut på Metropolitan i New York då han sjunger rollen som hertigen i Rigoletto.
- 24 december – Grammofonen annonseras som "Årets julklapp" i Sverige [1]
- okänt datum – Skivbolaget Jumbo grundas i Berlin.[2]
- Polyphon Musikwerke i Leipzig börjar ge ut skivor.[3]

## Födda
- 20 februari – Seymour Österwall, svensk, jazzmusiker (tenorsaxofon), orkesterledare och kompositör.
- 4 mars – Naemi Briese, svensk sångare och skådespelare.
- 16 mars – Gunnar Hahn, svensk kompositör, arrangör och musiker (pianist).
- 2 april – Håkan von Eichwald, finlandssvensk kapellmästare och kompositör.
- 5 april – Herbert von Karajan, österrikisk dirigent.
- 20 april – Lionel Hampton, amerikansk jazzvibrafonist.
- 24 april – Inga Gentzel, svensk sångare.
- 15 maj – Lars-Erik Larsson, svensk tonsättare.
- 4 juni – Åke Jelving, svensk kompositör, dirigent och musiker (violin).
- 8 juni – Gardar Sahlberg, svensk litteraturforskare, manusförfattare, sångtextförfattare och kortfilmsregissör.
- 29 juni – Leroy Anderson, amerikansk kompositör.
- 12 juli – Milton Berle, amerikansk manusförfattare, kompositör, komiker och skådespelare.
- 20 juli – Gunnar de Frumerie, svensk tonsättare och pianist.
- 17 september – David Ojstrach, rysk violinist.
- 27 september – Dagmar Olsson, svensk skådespelare, sångare och dansare.
- 13 oktober – Willard Ringstrand, svensk kompositör, musikarrangör, orkesterledare och musiker (piano, hammondorgel).
- 10 december – Olivier Messiaen, fransk tonsättare och organist.
- 23 december – Sally Palmblad, svensk skådespelare.
- 26 december – Lizzy Stein, svensk skådespelare och sångare.
- 29 december – Sven Arefeldt, svensk textförfattare, sångare, kompositör och musiker (pianist).

## Avlidna
- 21 juni – Nikolaj Rimskij-Korsakov, 64, rysk tonsättare.

### Fotnoter
1. ↑  100 år med Aftonbladet – Grammofonen – årets julklapp 1908, 1999
2. ↑  ”78:or & film”. http://78-varv.atspace.cc/jumbo.htm. Läst 3 juni 2011.
3. ↑  Englund, Björn (1996). Polygramkoncernens skivmärken. Stockholm: Arkivet för ljud och bild. sid. V